# Olympische Jugend-Winterspiele 2016/Teilnehmer (Serbien)
| Gelbes Symbol für Goldmedaillen mit stilisierten Olympischen Ringen | Graues Symbol für Silbermedaillen mit stilisierten Olympischen Ringen | Braundes Symbol für Bronzemedaillen mit stilisierten Olympischen Ringen |
| ------------------------------------------------------------------- | --------------------------------------------------------------------- | ----------------------------------------------------------------------- |
| —                                                                   | —                                                                     | —                                                                       |

Serbien nahm an den Olympischen Jugend-Winterspielen 2016 in Lillehammer mit drei Athleten in zwei Sportarten teil.

## Sportarten

### Ski Alpin
| Jungen           |              |             |     |             |     |             |     |
| Rašo Jevremović  | Super-G      |             |     |             |     | 1:14,46 min | 30  |
| Rašo Jevremović  | Riesenslalom | 1:23,60 min | 30  | 1:22,54 min | 25  | 2:46,14 min | 26  |
| Rašo Jevremović  | Slalom       | 53,01 s     | 27  | 52,21 s     | 22  | 1:45,22 min | 23  |
| Rašo Jevremović  | Kombination  | DNF         | DNF | DNF         | DNF | DNF         | DNF |
| Mädchen          |              |             |     |             |     |             |     |
| Milica Kovačević | Super-G      |             |     |             |     | 1:21,54 min | 33  |
| Milica Kovačević | Riesenslalom | DNF         | DNF | DNF         | DNF | DNF         | DNF |
| Milica Kovačević | Slalom       | 1:03,81 min | 29  | DSQ         | DSQ | DSQ         | DSQ |
| Milica Kovačević | Kombination  | 1:22,57 min | 31  | DNF         | DNF | DNF         | DNF |

### Skilanglauf
| Athleten  | Wettbewerb       | Qualifikation | Qualifikation | Viertelfinale      | Viertelfinale      | Halbfinale         | Halbfinale         | Finale             | Finale             |
| Athleten  | Wettbewerb       | Zeit          | Rang          | Zeit               | Rang               | Zeit               | Rang               | Zeit               | Rang               |
| --------- | ---------------- | ------------- | ------------- | ------------------ | ------------------ | ------------------ | ------------------ | ------------------ | ------------------ |
| Mädchen   |                  |               |               |                    |                    |                    |                    |                    |                    |
| Anja Ilić | Cross            | 4:12,89 min   | 38            |                    |                    | nicht qualifiziert | nicht qualifiziert | nicht qualifiziert | nicht qualifiziert |
| Anja Ilić | Sprint klassisch | 4:06,78 min   | 37            | nicht qualifiziert | nicht qualifiziert | nicht qualifiziert | nicht qualifiziert | nicht qualifiziert | nicht qualifiziert |
| Anja Ilić | 5 km Freistil    |               |               |                    |                    |                    |                    | 15:36,5 min        | 35                 |